# قلعه میمون
قلعهٔ میمون  قلعه‌ای تاریخی واقع در بین دهستان فداغ و دهستان خلیلی از توابع شهرستان گراش در جنوب استان فارس، یکی از نقاط دیدنی استان فارس در جنوب ایران است.
در ۱۳ کیلومتری غرب فداغ و در نزدیکی روستاهای بشیرآباد و لب اشکن کوهی گرد و مجزا از کوه‌های دیگر قرار دارد. قلعهٔ میمون طبق شواهد و آثار بر جای مانده در حدود ۲۵۰۰ سال قدمت دارد. گویند این قلعه تا ۲۵۰ سال پیش از رونق خاصی برخوردار بوده‌است، رونق اقتصادی و نظامی داشته‌است. همچنین فعالیت کشاورزی نیز در پایین قلعه جریان داشته‌است. ارتفاع قلعه از سطح زمین در حدود ۴۵۰ متر می‌باشد که به وسیلهٔ پلکان و تونل‌های مخفی پایین قلعه را به بالا متصل می‌کرد.
فاصله این قلعه از خلیج فارس حدود ۷۳ کیلومتر می‌باشد که به گفته بزرگان از این کوه خلیج فارس پیداست در روزهایی که هوا صاف است.
در کتاب فارسنامهٔ ناصری از این مکان یاد شده‌است؛ همچنین در شاهنامهٔ حکیم فردوسی نیز با این مضمون از آن یادشده:
| به جایی برم کت نباشد نشان |  | به میمون‌دژ و قلعهٔ دیده‌بان |

گویند که منظور از این بیت قلعهٔ میمون است.
در نزدیکی و کوه‌های اطراف فداغ، روستای دیده‌بان نیز وجود دارد.
قلعه میمون طبق آمارجغرافیایی ازآثار باستانی روستای فداغ بوده که شاعر باقر فداغی که حدودا در قرن نهم هجری قمری زندگی می‌کرده‌است هم در آنجا اعدام و کشته شده‌است البته روستای همجوارش همچون لب اشکن ک قدمت ان به ۸۰ سال هم نمی‌رسد به تازگی مدعی شده‌است که قلعه میمون متعلق به انجاست ک این ادعای آنها در سازمان محیط زیست رد شده‌است